# Ceriagrion georgifreyi
Ceriagrion georgifreyi é uma espécie de libelinha da família Coenagrionidae.
Pode ser encontrada nos seguintes países: Grécia, Síria, Turquia e possivelmente no Líbano.
Os seus habitats naturais são: rios e nascentes de água doce.
Está ameaçada por perda de habitat.